# Actinocythereis lungkangensis
Actinocythereis lungkangensis is een mosselkreeftjessoort uit de familie van de Trachyleberididae. De wetenschappelijke naam van de soort is voor het eerst geldig gepubliceerd in 1977 door Hu & Cheng.